# Incoronazione della Vergine e i santi Benedetto, Mercuriale, Giovanni Gualberto e Bernardo Uberti
L'Incoronazione della Vergine e i Santi Benedetto, Mercuriale, Giovanni Gualberto e Bernardo Uberti è una pala d'altare eseguita nel 1512 da Baldassarre Carrari il Giovane per l'altare maggiore dell'Abbazia di San Mercuriale, a Forlì. Firma ed anno si possono leggere su un biglietto dipinto ai piedi delle figure ritratte.

## Storia e descrizione
La commissione del lavoro risale al 1509, quando l'abate vallombrosano Filippo ne conferisce l'incarico a Baldassarre Carrari, probabilmente anche in considerazione del fatto che il più famoso Marco Palmezzano era già impegnato, a quel tempo, a dipingere l'Immacolata Concezione nella Cappella Ferri, sempre in San Mercuriale.
Come nota sempre il Mezzomonaco, Carrari si ispira alla pala di Pietro Perugino, a Vallombrosa: “ne copierà perfino le fisionomie dei personaggi e così il suo san Bernardino degli Uberti avrà lo stesso volto di quello del maestro umbro”. Ma segue anche “la lezione di Sandro Botticelli: basterà cambiare il Mistero Gaudioso con l'Incoronazione di Maria, eliminando il tondo in alto con l'Eterno che si compiace, e risolvere, al vertice, con la colomba dello Spirito Santo”. Insomma, come spesso accade per gli artisti di scuola forlivese, anche Baldassarre Carrari il Giovane rivela una sua originalità e una creativa libertà dalle fonti stesse a cui si ispira.
Nella zona superiore del dipinto, Gesù incorona Maria, in un cielo inondato dalla luce divina del Padre. Sopra di loro, appare la colomba dello Spirito Santo, mentre attorno si vedono angeli musicanti.
Nella fascia inferiore, sulla terra, compaiono, stanti, i quattro santi Benedetto, Mercuriale, Giovanni Gualberto e Bernardo Uberti. San Mercuriale, vescovo, tiene in una mano il plastico della città di Forlì, per indicarne la protezione.
Insomma, conclude il Mezzomonaco: “Una eccellente esecuzione, forse il punto più alto fra tutte le opere conosciute di Baldassarre Carrari, un artista ancora sconosciuto, dal talento camaleontico”.